# 주간고속도로 제30호선
주간고속도로 제30호선(영어: Interstate 30, I-30)은 미국 남부 텍사스주 포트워스(Fort Worth) 근교에서 아칸소주 노스리틀록(North Little Rock)을 연결하는 총 연장 590.24km의 동서축 고속도로이다. 미국의 주간고속도로 중 뒷자리가 '0'으로 끝나는 고속도로 중 30번이 가장 짧으면서 텍사스주, 아칸소주 이렇게 2개의 주밖에 통과하지 않아 이것도 가장 적다. 하지만 20호선이 지나지 않는 포트워스와 댈러스 시내 중심부를 통과한다.
30호선은 10개의 남북축 고속도로 중 35호선과 45호선과만 교차하며 동서축 고속도로도 20호선과 40호선과 교차한다.